# Coupe de France des clubs cyclistes 2016
Navigation
Édition précédente Édition suivante
La 21e édition de la Coupe de France des clubs cyclistes a lieu du 20 février au ?. Elle comporte X épreuves : X pour la Coupe de France DN1, X pour la Coupe de France DN2 et cinq pour la Coupe de France DN3.

## Coupe de France DN1

### Clubs labellisés
| Clubs labellisés                | Clubs labellisés | Clubs labellisés |
| Nom de l'équipe                 | Pays             | Code             |
| ------------------------------- | ---------------- | ---------------- |
| AVC Aix-en-Provence             | France           | AVC              |
| BIC 2000                        | France           | BIC              |
| CC Étupes                       | France           | CCE              |
| CC Nogent-sur-Oise              | France           | NOG              |
| CC Villeneuve Saint-Germain     | France           | CCV              |
| Chambéry CF                     | France           | CCF              |
| CR4C Roanne                     | France           | CR4              |
| GSC Blagnac Vélo Sport 31       | France           | GSC              |
| Guidon chalettois               | France           | GCH              |
| Occitane CF                     | France           | OCF              |
| Océane Top 16                   | France           | TOP              |
| Pro Immo Nicolas Roux           | France           | PIM              |
| Probikeshop Saint-Étienne Loire | France           | ECS              |
| SCO Dijon                       | France           | SCD              |
| Sojasun espoir-ACNC             | France           | ANC              |
| UC Nantes Atlantique            | France           | UCN              |
| VC Pays de Loudéac              | France           | VCP              |
| VC Rouen 76                     | France           | VCR              |
| Vendée U                        | France           | VEN              |
| Vulco-VC Vaulx-en-Velin         | France           | VCV              |

## Coupe de France DN2

### Clubs labellisés
| Clubs labellisés            | Clubs labellisés | Clubs labellisés |
| Nom de l'équipe             | Pays             | Code             |
| --------------------------- | ---------------- | ---------------- |
| A.PO.GÉ U Charente-Maritime | France           |                  |
| AC Bisontine                | France           |                  |
| Bourg-en-Bresse Ain         | France           |                  |
| CC Périgueux Dordogne       | France           |                  |
| Charvieu-Chavagneux Isère   | France           |                  |
| Côtes d'Armor-Marie Morin   | France           |                  |
| Creuse Oxygène Guéret       | France           |                  |
| EC Raismes Petite-Forêt     | France           |                  |
| ESEG Douai-Origine Cycles   | France           |                  |
| Martigues SC-Drag Bicycles  | France           |                  |
| Peltrax-CS Dammarie-lès-Lys | France           |                  |
| POC Côte de Lumière         | France           |                  |
| Rémy Meder Haguenau         | France           |                  |
| Sablé Sarthe                | France           |                  |
| SC Nice Jollywear           | France           |                  |
| UC Cholet 49                | France           |                  |
| US Montauban 82             | France           |                  |
| USSA Pavilly Barentin       | France           |                  |
| VC Toucy                    | France           |                  |
| VC Unité Schwenheim         | France           |                  |
| VC Villefranche Beaujolais  | France           |                  |
| VS Chartrain                | France           |                  |